# Rinne (manga)
Pour les articles homonymes, voir Rinne.
Rinne (境界のRINNE, Kyōkai no Rinne) est un manga de Rumiko Takahashi. Il raconte l'histoire de Sakura Mamiya qui a le pouvoir de voir les fantômes depuis toute petite. Il est prépublié entre le 22 avril 2009 et le 13 décembre 2017 dans le magazine Weekly Shōnen Sunday de l'éditeur Shōgakukan, et comporte un total de quarante tomes. La version française est publiée par Kazé depuis juin 2010.
Une adaptation en série d'animation produite par le studio Brain's Base est diffusée entre avril et septembre 2015 sur NHK-E au Japon et sur J-One puis Anime Digital Network dans les pays francophones. Une deuxième saison est diffusée entre avril et septembre 2016, et une troisième saison est diffusée entre avril et septembre 2017.
Le manga a gagné le prix Dlire en 2011.

## Synopsis
L'histoire parle de Sakura Mamiya, une jeune fille pas tout à fait ordinaire. Âgée de 16 ans, cette dernière a la capacité de voir les fantômes depuis l'enfance. Habituée à ces étranges apparitions, Sakura commence à en être ennuyée mais voit sa vie changer le jour où elle fait la rencontre de Rinne Rokudo, son mystérieux camarade de classe qui n'est quasiment jamais en cours. On apprendra que le jeune garçon est mi-Shinigami mi-Humain et que son travail consiste à renvoyer les esprits errants dans le monde des morts. En connaissance de la situation de celui-ci et pour l'aider dans son travail, Sakura lui paiera les différents items dont il a besoin pour renvoyer ces âmes via la roue de Samsara. Sur leur chemin, nos 2 amis feront plusieurs rencontres, d'alliés comme des rivaux.

## Personnages

### Protagonistes
Rinne Rokûdo (六道　りんね, Rokudō Rinne)
- Seiyū : Kaito Ishikawa Voix française : Grégory Laisné

Le personnage principal de l'histoire, Rinne est un garçon du patrimoine humain et de shinigami mixtes résidant dans le monde des humains, malgré l'invitation de sa grand-mère nommée Tamako pour vivre avec elle. Il vivait avec son grand-père jusqu'à sa mort et vit maintenant dans un bâtiment abandonné du club de l'école qu'il fréquente. Il exerce les fonctions d'un shinigami, au nom de sa grand-mère, où l'achat d'outils peut s'avérer nécessaire, et reçoit le soutien de sa camarade de classe Sakura Mamiya, dont il est vite tombé sous le charme, et l'assistance d'un chat noir nommé Rokumon. Il a également le Haori onéreux de l'autre monde (黄泉 の 羽織, Yomi no Haori), une robe qui permet à Rinne de ne pas être vu par les êtres vivants ordinaires et, lorsque inversé, permet à un fantôme de devenir un être solide et visible aux yeux des vivants. Comme il est à court d'argent, il a hâte de ramasser de l'argent, la nourriture, ou toute sorte de sacrifice fait par les étudiants, il refuse également de dépenser de l'argent pour le loyer, les uniformes ou les nombreuses autres nécessités communes. Le nom Rinne est tiré de "Rinne", le cycle de l'actuelle résurrection dans le bouddhisme, et Rokudo, les six voies qui la composent.
Sakura Mamiya (真宮　桜, Mamiya Sakura)
- Seiyū : Marina Inoue Voix française : Frédérique Marlot

Sakura est l'héroïne de l'histoire. Sakura a été subtilisée étant petite fille, mais revient avec l'aide de la grand-mère de Rinne, qui néanmoins accepta de lui offrir une friandise qui lui donna la capacité de voir des fantômes et des esprits. Grâce à cela, elle est la seule humaine à voir d'abord Rinne et à ne pas être effrayée par l'aspect démoniaque de Rokumon. Une jeune fille très calme, elle est fréquemment vue avec ses camarades Miho et Rika qui ont tendance à fuir de peur quand elles rencontrent un phénomène bizarre, tandis qu'elle reste non effrayée et va informer Rinne. Malgré les dangers qu'elle rencontre en s'impliquant dans ses activités, elle continue de lui donner son soutien, majoritairement en lui prêtant de l'argent. Au fur et à mesure que l'histoire progresse, il est laissé entendre que Sakura commence à développer des sentiments pour Rinne, or elle est inconsciente de ses sentiments.
Rokumon (六文)
- Seiyū : Hitomi Nabatame Voix française : Caroline Combes

Rokumon est un chat noir par contrat. Ces chats sous forme de contrats avec les shinigami, les aident dans leur travail, en éliminant les mauvais esprits, mais apportant aussi des malédictions, les menaces et les mauvais présages. Son apparence est celle d'un petit chat noir avec un visage humain, se transformant en un visage de chat géant démoniaque pour effrayer les humains. Il peut aussi se transformer en un chaton mignon, et le fait souvent, afin de procurer de la nourriture. Il vient dans le monde des vivants, prétendant avoir été envoyé par Tamako pour former un contrat avec Rinne, que le garçon refuse, n'ayant pas de ressources pour le soutenir. Il apparaît alors à Sakura et lui révèle la vraie raison des devoirs de shinigami de Rinne, tandis que Rinne trouve une lettre, en découvrant la vérité à son sujet : Tamako l'a congédié et il est venu chercher le soutien de Rinne. Finalement, les deux forment un contrat, au motif que Rokumon couvre certaines dépenses.

### Famille
Tamako (魂子)
- Seiyū : Satsuki Yukino Voix française : Valérie Bachère

Tamako est la grand-mère de Rinne, une shinigami qui fait jeune. Elle est bouleversée lorsqu'il est question de «grand-mère», insistant pour être appelée «jeune sœur» à la place. Cinquante ans auparavant, elle venait réclamer l'âme d'un jeune homme à l'agonie, duquel elle est rapidement tombée amoureuse. Elle fit un pacte avec le prêtre de la mort qui les a mariés, promettant de faire dix fois les corvées habituelles shinigami en échange d'une extension de sa vie de cinquante ans. Si elle échoue, ses descendants prendraient son fardeau. Bien qu'elle ait travaillée dur, son petit-fils n'a pu échapper de se retrouver en dette à cause de son propre fils. Il y a 10 ans, elle sauva Sakura d'un Damashigami qui l'emmena dans l'autre monde, mais l'a rendu capable de voir les fantômes en acceptant de lui acheter un bonbon. Elle perdit son droit de vivre dans le monde des vivants quand le moment vint pour son mari de se réincarner en maquereau, et dut revenir dans l'autre monde sans son petit-fils qui refusa d'abandonner le monde des vivants.
Sabato Rokûdo (六道　鯖人, Rokudō Sabato)
- Seiyū : Kappei Yamaguchi Voix française : Arnaud Laurent

Fils de Tamako et père de Rinne, il est le fondateur et patron de la Damashigami Company, une entreprise illégale qui existe dans le but de tromper les êtres vivants tout en les faisant entrer dans la roue de la réincarnation pour remplir leurs quotas d'esprits. Un coureur de jupon, avare, fainéant et sans scrupules, il vola de l'argent à son fils et fit de lui son cosignataire pour payer ses dettes sans autorisation, ce qui fait de lui responsable de la pauvreté de ce dernier, qui le déteste ainsi. Il fut aussi responsable de la dégradation de plusieurs. Il a une centaine de petites-amies...
La mère de Sakura
- Seiyū : Fumi Hirano

Une femme toujours de bonne humeur, qui a tendance à faire et acheter trop de nourritures. Elle fait le ménage à domicile pendant que son mari travaille à la banque, et n'est pas au courant de la capacité de sa fille de voir des fantômes. Elle fut élève du lycée Sankai comme Sakura, et fut membre du club de la chaine de l'école avec un ancien ami nommé Otobe qui fut amoureux d'elle.
Otome Rokudō (六道 乙女, Rokudō Otome)
- Seiyū : Megumi Hayashibara

Épouse de Sabato et mère de Rinne, qui disparut le jour où son fils fit ses premiers pas. Au moment où son faux fut retrouvé par Rinne, une petite fille nommée Ichigo fait surface, possédant la même capacité de Sakura de voir les esprits errants, car elle est révélée être sa réincarnation.

### Humains
Miho (ミホ)
- Seiyū : Sora Tokui Voix française : Pascale Chemin

Amie de Sakura, qui aime les histoires de monstres et de fantômes, mais a tendance à fuir de peur avec Rika chaque fois qu'elles croisent un phénomène bizarre.
Rika (リカ)
- Seiyū : Aya Suzaki Voix française : Jessie Lambotte

Amie de Sakura, superstitieuse et naturellement avare, qui a tendance à fuir de peur avec Miho chaque fois qu'elles croisent un phénomène bizarre.
Tsubasa Jûmonji (十文字 翼, Jūmonji Tsubasa)
- Seiyū : Ryōhei Kimura Voix française : Nicolas Dussaut

Tsubasa vient d'une famille d'exorcistes. Comme Sakura, il peut aussi voir des fantômes, mais contrairement à Rinne, il les attaque brutalement avec des " cendres sacrées " au lieu d'essayer de les mettre au repos, ce qui peut accélérer leurs transformations en mauvais esprits. Il a d'abord rencontré Sakura quand ils étaient plus jeunes et a commencé à avoir des sentiments pour elle, après avoir réalisé qu'elle a sa même capacité. Depuis son transfert au lycée Sankai, il tente de nombreuses fois de faire en sorte que Sakura lui retourne son affection et est jaloux du temps qu'elle et Rinne ont passé ensemble, et commence ainsi se joindre à eux et leurs exploits. Après avoir réalisé que tous les fantômes ne sont pas mauvais, il a été plus indulgents envers certains. Il a tendance à sauter aux conclusions, surtout concernant la relation entre Rinne et Sakura. Il est laissé entendre qu'il est chrétien.
Ayame Sakaki (榊 あやめ, Sakaki Ayame)
Une jeune miko, amoureuse de Tsubasa. Elle possède un esprit qui est une projection de ses sentiments les plus profonds, en dehors de son contrôle.
Hitomi Annette Anematsuri (姉祭・アネット・瞳)
- Seiyū : Miyuki Sawashiro

La descendante d'une sorcière de France, en possession d'une boule de cristal provenant de l'autre monde, qui montre des aperçus du passé ou du futur qui peuvent surprendre mais donnent des rebondissements comiques. Elle devient l'institutrice de la classe de Rinne et Sakura. Pas très responsable, elle se fait punir par sa mère et grand-mère chaque fois qu'elles reviennent des sources chaudes et apprennent qu'elle a fait une bêtise.

### Non humains
Masato (魔狭人)
- Seiyū : Tetsuya Kakihara Voix française : Alan Aubert

Démon très borné qui déteste Rinne depuis qu'ils ont eu un petit affrontement durant l'école primaire que Rinne eut remporté, et n'a qu'une seule envie : lui faire connaitre l'enfer. Il ira jusqu'à convaincre Tsubasa de le maudire, et même maudire la boule de cristal d'Annette pour le mener dans une mauvaise direction, et utilise souvent des blagues infantiles contre lui. Il est mauvais en écriture de Kanji.
Ageha (鳳)
- Seiyū : Rie Murakawa Voix française : Estelle Darazi

Ageha est une Shinigami pas très futée qui vient d'une famille riche et respectée et tombe amoureuse de Rinne. Elle chassa des Damashigamis et apprend à sa grande déception que sa grande sœur s'est ralliée à eux. Depuis, elle consacre son temps à essayer de gagner Rinne, tout en mettant ses devoirs de Shinigami de côté. Elle a tendance à paresser sur une chaise et a une phobie des serpents.
Bijin (美人)
- Seiyū : Izumi Kitta

Grande sœur d'Ageha. Elle est devenue la secrétaire de Sabato à la suite d'un coup de foudre.
Kaïn (架印)
- Seiyū : Sōma Saitō

Un Shirushigami, dont sa principale responsabilité est de garder toute trace de la durée de vie des êtres vivants, et le créancier de Rinne. Sa mère naïve fut dupée par Sabato, et leur pauvreté l'obligea à renoncer à ses études supérieures au lycée Elite Shinigami. Il considère Rinne comme aussi coupable que son père, mais ils coopèrent à certaines occasions majoritairement pour neutraliser Sabato.
Shôma (翔真)
- Seiyū : Yūko Sanpei

Élève de l'école primaire pour shinigamis, qui ne connait pas les bonnes manières et prend toujours des tâches au-delà de ses propres capacités. Il fut envoyé chez Rinne pour un entrainement, mais due à sa pauvreté, il ignora ses conseils tout en croyant qu'il n'a rien à apprendre de lui, ainsi il créa des problèmes et tarda longtemps à finir. Plus tard, il rencontre et tombe amoureux d'Ichigo, sans savoir qu'elle est la réincarnation de la mère de Rinne.
Refuto (零不兎)
- Seiyū : Katsuyuki Konishi

Le quatrième gérant de Mikazukido, qui a 4000 ans d'histoire dans le business de forge, et le frère jumeau cadet de Raito. Due à son manque d’expérience et de politesse, leur magasin connait des temps difficiles, et il doit compter sur l'aide de Rinne dans l'espoir de faire prospérer leur business.
Raito (来兎)
- Seiyū : Shizuka Itō

La business manager de Mikazukido, et la sœur jumelle ainée de Refuto. Elle a attiré Rinne à leur magasin et l'a convaincu de les aider.
Renge Shima (四魔　れんげ, Shima Renge)
- Seiyū : Shizuka Ishigami

Une prodigieuse Damashigami qui ne l'est pas devenue de son plein gré. Elle déteste son patron, car elle fut bousculée par celui-ci alors qu'il partit d'un restaurant sans payer, et par conséquent tomba et fut emportée dans la rivière Styx, lui causant de rater son examen d'entrée pour le lycée Elite Shinigami, et ce n'est qu'après n'avoir pas eu d'autres choix que de devenir Damashigami car sa famille n'est pas riche, qu'elle apprit son identité. Intelligente et orgueilleuse, elle devient une étudiante au lycée Sankai et la voisine de Rinne, après qu'il ruine sa dernière opération. Elle connait Ageha depuis l'école primaire, et les deux ne s'entendent pas bien du fait que l'une est riche mais stupide et l'autre est intelligente mais pauvre. Elle est amoureuse de Kain depuis le collège et ne veut pas qu'il apprenne qu'elle est devenue Damashigami.
Matsugo (沫悟)
- Seiyū : Taishi Murata

Élève du lycée Elite Shinigami, et ancien camarade de classe de l'école primaire de Rinne. Il est tellement obsédé de Rinne, du fait qu'il est son seul ami, qu'il ne pense qu'à passer son temps avec lui, tout en disant que c'est de l'amitié et pas de l'amour qu'il ressent pour lui, ce qui est des plus embêtants pour celui-ci, et ainsi rivalise Ageha pour son affection et ne tolère pas la présence de Sakura, la considérant comme un obstacle.
Anju (杏珠)
- Seiyū : Rie Kugimiya

Élève du lycée Elite Shinigami, amoureuse de Matsugo mais trop timide au point de lui parler de loin.

### Chats Noirs
Oboro (朧)
- Seiyū : Yoshitsugu Matsuoka

Le chat noir d'Ageha. Malgré leur partenariat, les 2 ne s'entendent vraiment pas bien, et ont tendance à se disputer et se battre.
Suzu (鈴)
- Seiyū : Suzuko Mimori

Le chat noir de Kain. Excitée, irréfléchie et imprudente, elle est problématique pour son maitre qui l'endure malgré tout.
Kurosu (黒洲)
- Seiyū : Akira Ishida

Le chat noir de Shoma. Il est d'un haut rang, capable d'utiliser une technique avancée illusoire. Il aime l'argent et n'apprécie guère les enfants, ainsi il travaille pour son maitre seulement de 9h à 17h.
Tama (タマ)
- Seiyū : Reiko Suzuki

Le chat noir de Renge.
Kuromitsu (黒蜜)
- Seiyū : Yumi Uchiyama

Le chat noir de Matsugo.
Kuroboshi (黒星)
- Seiyū : Tomomichi Nishimura

Le chat noir de Tamako. Après avoir été enfermé dans le placard de son maitre par accident pour un temps, il espère prendre sa retraite.
Kuroboshi III (黒星三世, Kuroboshi Sansei)
- Seiyū : Emiri Katō

Le petit fils de Kuroboshi. Il espère prendre la suite de son grand-père, mais il a grand peur des fantômes, et ainsi ne pourra faire de contrat avec Tamako tant qu'il n'aura pas surmonter sa phobie.

## Manga
Le manga Rinne a débuté dans le magazine Weekly Shōnen Sunday le 22 avril 2009. Le premier volume relié est publié par Shōgakukan le 16 octobre 2009.
La version française est publiée par Kazé depuis le 24 juin 2010.

## Anime
L'adaptation en série d'animation est annoncée en novembre 2014. Celle-ci est produite par le studio Brain's Base avec une réalisation de Seiki Sugawara et un scénario de Michiko Yokote. La diffusion débute le 4 avril 2015 sur la chaine NHK-E et la série compte 25 épisodes. Dans les pays francophones, la série est diffusée en streaming sur J-One et Anime Digital Network.
Une seconde saison de 25 épisodes est diffusée au printemps 2016, ainsi qu'une troisième au printemps 2017.

### Saison 1
| No                      | Titre en français                                      | Titre original                                                     | Date de 1re diffusion |
| ----------------------- | ------------------------------------------------------ | ------------------------------------------------------------------ | --------------------- |
| 1                       | Un mystérieux camarade de classe                       | 謎のクラスメート Nazo no kurasumēto                                | 4 avril 2015          |
| [Chapitres 1-2-3]       |                                                        |                                                                    |                       |
| 2                       | Souvenirs de la roue rouge                             | 赤い輪の記憶 Akai wa no kioku                                      | 11 avril 2015         |
| [Chapitres 4-5]         |                                                        |                                                                    |                       |
| 3                       | Le Monstre du bâtiment des clubs                       | クラブ棟の怪 Kurabu tō no kai                                      | 18 avril 2015         |
| [Chapitres 6-7]         |                                                        |                                                                    |                       |
| 4                       | Commençons par être amis                               | 友だちからで良ければ Tomodachi kara de yokereba                    | 25 avril 2015         |
| [Chapitres 19-20-21]    |                                                        |                                                                    |                       |
| 5                       | Hanako, le fantôme des toilettes                       | トイレの花子さん Toire no Hanako-san                               | 2 mai 2015            |
| [Chapitres 22-23-24]    |                                                        |                                                                    |                       |
| 6                       | Les Voix de l'autel                                    | 祠（ほこら）の声 Hokora no koe                                     | 9 mai 2015            |
| [Chapitres 63-64]       |                                                        |                                                                    |                       |
| 7                       | Duel au clapier                                        | ウサギ小屋の因縁 Usagi koya no in'nen                              | 16 mai 2015           |
| [Chapitres 13-14-15]    |                                                        |                                                                    |                       |
| 8                       | Bienvenue en enfer !                                   | ようこそ地獄へ！ Yōkoso jigoku e!                                  | 23 mai 2015           |
| [Chapitres 16-17-18]    |                                                        |                                                                    |                       |
| 9                       | Les Regrets d'une perruque et la citrouille tentatrice | カツラの無念とカボチャの誘惑 Katsura no munen to kabocha no yūwaku | 30 mai 2015           |
| [Chapitres 25-26-86]    |                                                        |                                                                    |                       |
| 10                      | La Damashigami company                                 | 堕魔死神（だましがみ）カンパニー Damashigami kanpanī               | 6 juin 2015           |
| [Chapitres 29-30-31-32] |                                                        |                                                                    |                       |
| 11                      | Investiture du jeune patron                            | 若社長就任式！？ Waka shachō shūnin-shiki! ?                       | 13 juin 2015          |
| [Chapitres 32-33-34-35] |                                                        |                                                                    |                       |
| 12                      | Ageha le Shinigami                                     | 死神・鳳（あげは） Shinigami Ageha                                 | 20 juin 2015          |
| [Chapitres 36-37-38]    |                                                        |                                                                    |                       |
| 13                      | Insistant                                              | くどい Kudoi                                                       | 27 juin 2015          |
| [Chapitres 38-39-40]    |                                                        |                                                                    |                       |
| 14                      | Ce n'est pas un rendez-vous !                          | デートではない！ Dēto de wa nai!                                   | 4 juillet 2015        |
| [Chapitres 105-106-109] |                                                        |                                                                    |                       |
| 15                      | De simples remerciements                               | あくまでお礼 Akumade orei                                          | 11 juillet 2015       |
| [Chapitres 41-42]       |                                                        |                                                                    |                       |
| 16                      | Les Souvenirs du cyprès hanté                          | おばけ杉の思い出 Obake sugi no omoide                              | 18 juillet 2015       |
| [Chapitres 47-48]       |                                                        |                                                                    |                       |
| 17                      | La Malédiction de la gemme de pouvoir                  | パワーストーンの呪い Pawāsutōn no noroi                            | 25 juillet 2015       |
| [Chapitres 49-50-51]    |                                                        |                                                                    |                       |
| 18                      | Kaïn le Shirushigami                                   | 記死神（しるしがみ）架印 Shirushigami Kain                         | 1er août 2015         |
| [Chapitres 54-55-56]    |                                                        |                                                                    |                       |
| 19                      | Dans la boîte                                          | 箱の中 Hako no naka                                                | 8 août 2015           |
| [Chapitres 57-58]       |                                                        |                                                                    |                       |
| 20                      | La Maison sans esprits                                 | 霊の来ない家 Rei no konai ie                                       | 15 août 2015          |
| [Chapitres 65-66]       |                                                        |                                                                    |                       |
| 21                      | La tragédie du M                                       | Ｍの悲劇 M no higeki                                               | 22 août 2015          |
| [Chapitres 123-124]     |                                                        |                                                                    |                       |
| 22                      | La maison abandonnée du joyeux Noël                    | 廃屋のメリークリスマス Haioku no merīkurisumasu                    | 29 août 2015          |
| [Chapitres 75-127]      |                                                        |                                                                    |                       |
| 23                      | Le piège du Renard                                     | 狐（きつね）おとし Kitsune otoshi                                  | 5 septembre 2015      |
| [Chapitres 132-133]     |                                                        |                                                                    |                       |
| 24                      | La deuxième portion de ramen""                         | ラーメンかえ魂 Rāmen Kaedama                                       | 12 septembre 2015     |
| [Chapitres 84-85]       |                                                        |                                                                    |                       |
| 25                      | La cible est Sakura                                    | ターゲットは桜 Tāgetto wa Sakura                                   | 19 septembre 2015     |
| [Chapitres 99-100-101]  |                                                        |                                                                    |                       |

### Saison 2
| No                          | Titre en français                                                                                           | Titre original | Date de 1re diffusion |
| --------------------------- | --- | --- | --------------------- |
| 26                          | Le chat noir Oboro                                                                                          | 黒猫朧 Kuro Neko Oboro | 9 avril 2016          |
| [Chapitres 87-88-89-90]     | | |                       |
| 27                          | Part 1 : Le Court des rêves / Part 2 : A l'intérieur de la boite à lettres                                  | Part 1 : 夢のコート / Part 2 : 文箱の中 Part 1 : Yume no Kōto / Part 2 : Fumibako no Naka                                                                                | 16 avril 2016         |
| [Chapitres 82-83-96]        | | |                       |
| 28                          | les Frais de Cotisation Perdus                                                                              | 消えた会費 Kieta Kaihi | 23 avril 2016         |
| [Chapitres 94-95]           | | |                       |
| 29                          | Chanson d'amour                                                                                             | 愛の歌 Ai no Uta | 30 avril 2016         |
| [Chapitres 52-53]           | | |                       |
| 30                          | Part 1 : Chasse aux souvenirs / Part 2 : Puis-je emprunter de l'argent ? / Part 3 : Le démon du camp        | Part 1 : 思い出発掘 / Part 2 : お金貸して? / Part 3 : キャンプ場の悪魔 Part 1 : Omoide Hakkutsu / Part 2 : Okane Kashite? / Part 3 : Kyanpu-jō no Akuma                  | 7 mai 2016            |
| [Chapitres 175-119-158]     | | |                       |
| 31                          | Entraînement en famille d’accueil                                                                           | ホームステイ実習 Hōmusutei Jisshū | 14 mai 2016           |
| [Chapitres 69-70-71]        | | |                       |
| 32                          | Responsabilité de Coach                                                                                     | 監督責任 Kantoku Sekinin | 21 mai 2016           |
| [Chapitres 72-73-74]        | | |                       |
| 33                          | La Poupée de paille Maudite                                                                                 | 呪いのワラ人形 Noroi no Wara Ningyo | 28 mai 2016           |
| [Chapitres 115-116]         | | |                       |
| 34                          | Mikazukido, tout ce qu'il faut pour votre faux                                                              | 鎌の事なら三日月堂 Kama no Koto nara Mikazukidō | 4 juin 2016           |
| [Chapitres 121-122]         | | |                       |
| 35                          | 6ème Dan des chats noirs                                                                                    | 黒猫六段 Kuroneko Roku-dan | 11 juin 2016          |
| [Chapitres 103-104-130]     | | |                       |
| 36                          | Les Monstres du Festival d'Eté                                                                              | 夏祭りの怪 Natsumatsuri no Kai | 18 juin 2016          |
| [Chapitres 153-59-60]       | | |                       |
| 37                          | Part 1 : Bateau Gonflable Fantôme / Part 2 : Quelque chose dans le Tunnel / Part 3 : Bienvenue à Nehan-ya ! | Part 1 : 幽霊ゴムボート / Part 2 : トンネルに何かいる / Part 3 : 涅槃家へようこそ! Part 1 : Yūrei Gomubōto / Part 2 : Tonneru ni Nanika Iru / Part 3 : Nehanya e Yōkoso! | 25 juin 2016          |
| [Chapitres 247-199-61]      | | |                       |
| 38                          | Le mystérieux étudiant transféré                                                                            | 謎の転校生 Nazo no Tenkōsei | 2 juillet 2016        |
| [Chapitres 134-135-136-137] | | |                       |
| 39                          | La Revanche de Renge                                                                                        | れんげの復讐 Renge no Fukushū | 9 juillet 2016        |
| [Chapitres 138-139-140]     | | |                       |
| 40                          | Part 1 : Crème réparatrice / Part 2 : La Rumeur / Part 3 : Chasse aux champignons                           | Part 1 : リカバリークリーム / Part 2 : 噂 / Part 3 : キノコ狩り Part 1 : Rikabarī Kurīmu / Part 2 : Uwasa / Part 3 : Kinoko Kari                                         | 16 juillet 2016       |
| [Chapitres 149-268-169]     | | |                       |
| 41                          | Kit de rupture                                                                                              | 破局セット Hakyoku Setto | 23 juillet 2016       |
| [Chapitres 142-143-144]     | | |                       |
| 42                          | Réunion à l'EcolePrimaire pour Shinigami                                                                    | 死神小学校同窓会 Shinigami Shōgakkō Dōsōkai | 30 juillet 2016       |
| [Chapitres 185-186-187]     | | |                       |
| 43                          | Le Test de Classement des Chats Noirs                                                                       | 黒猫段位テスト Kuroneko Dan'i Tesuto | 6 août 2016           |
| [Chapitres 110-111]         | | |                       |
| 44                          | MVC | MVC MVC | 13 août 2016          |
| [Chapitres 112-113-114]     | | |                       |
| 45                          | Part 1 : Nabe et Bugyou / Part 2 : Démon Type A, Shinigami Type B                                           | Part 1 : 鍋と奉行 / Part 2 : 悪魔Ａ型 死神Ｂ型 Part 1 : Nabe to bugyō / Part 2 : Akuma A-gata shinigami B-gata                                                           | 20 août 2016          |
| [Chapitres 171-181]         | | |                       |
| 46                          | Part 1 : Accepte mon écharpe / Part 2 : Attends-moi à la patinoire                                          | Part 1 : マフラー、あげます / Part 2 : リンクで待ってる Part 1 : Mafurā, agemasu / Part 2 : Rinku de matteru                                                             | 27 août 2016          |
| [Chapitres 77-78-80-81]     | | |                       |
| 47                          | Comme à l'époque...                                                                                         | あの頃のまま… Ano koro no mama... | 3 septembre 2016      |
| [Chapitres 146-147-148]     | | |                       |
| 48                          | La Shinigami Sakura !?                                                                                      | 死神 桜！？ Shinigami Sakura!? | 10 septembre 2016     |
| [Chapitres 234-235-236]     | | |                       |
| 49                          | Le Retour de Matsugo !?                                                                                     | 沫悟 再び！？ Matsugo Futatabi!? | 17 septembre 2016     |
| [Chapitres 188-191-192]     | | |                       |
| 50                          | Le Pari de Sakura                                                                                           | 桜の賭け Sakura no Kake | 24 septembre 2016     |
| [Chapitres 193-194-195]     | | |                       |

### Saison 3
| No                          | Titre en français | Titre original | Date de 1re diffusion |
| --------------------------- | --- | --- | --------------------- |
| 51                          | Le permis or | ゴールドライセンス Gourudo Raisensu | 8 avril 2017          |
| [Chapitres 242-243-244]     | | |                       |
| 52                          | Part 1 : Le Champion maudit / Part 2 : Dessine-moi                                                                      | Part 1 : 呪われたエース / Part 2 : 私を描いて Part 1 : Norowareta Ēsu / Part 2 : Watashi o Kaite                                                                                | 15 avril 2017         |
| [Chapitres 45-46-27-28]     | | |                       |
| 53                          | Part 1 : Le Nettoyage de la roue / Part 2 : Une Rancœur sans limites / Part 3 : Un Chiot sous la pluie                  | Part 1 : 輪廻の輪 一斉清掃 / Part 2 : 恨み無限大 / Part 3 : 雨の中の子犬 Part 1 : Rin'ne no wa issei seisō / Part 2 : Urami bugendai / Part 3 : Ame no Naka no Koinu            | 22 avril 2017         |
| [Chapitres 189-160-102]     | | |                       |
| 54                          | Anette du centre commercial                                                                                             | ショッピングモールの姉 Shippingu Mōru no Ane | 29 avril 2017         |
| [Chapitres 204-205-206]     | | |                       |
| 55                          | Part 1 : Sanse Kuroboshi / Part 2 : Le pot de chance / Part 3 : La Pousse de bambou arc-en-ciel                         | Part 1 : 黒星三世 / Part 2 : 開運の壺 / Part 3 : 虹色のタケノコ Part 1 : Kuroboshi Sansei / Part 2 : Kaiun no Tsubo / Part 3 : Nijiiro no Takenoko                              | 6 mai 2017            |
| [Chapitres 176-220-233]     | | |                       |
| 56                          | Part 1 : L'Esprit-oiseau protecteur / Part 2 : La Mariée de juin / Part 3 : Le Coffre des enfers                        | Part 1 : 特別保護霊鳥 / Part 2 : ジューンブライド / Part 3 : 地獄の金庫 Part 1 : Tokubetsu Hogo Reichō / Part 2 : Jūn Buraido / Part 3 : Jigoku no Kinko                        | 13 mai 2017           |
| [Chapitres 257-239-178]     | | |                       |
| 57                          | Part 1 : La Pierre de pouvoir errante / Part 2 : Poltergeist / Part 3 : Les Tabous des Shinigami                        | Part 1 : さまよえるパワーストーン / Part 2 : ポルターガイスト / Part 3 : 死神界のタブー Part 1 : Samayoeru Pawā Sutōn / Part 2 : Porutāgaisuto / Part 3 : Shinigami-kai no Tabū | 20 mai 2017           |
| [Chapitres 117-98-97]       | | |                       |
| 58                          | Part 1 : A ouvrir dans sept jours / Part 2 : La Faux d'argent / Part 3 : Le Prince Shinigami                            | Part 1 : 七日たったら開けること / Part 2 : 銀色のカマ / Part 3 : 死神王子 Part 1 : Nanoka Tattara Akeru Koto / Part 2 : Gin'iro no Kama / Part 3 : Shinigami Ōji                | 27 mai 2017           |
| [Chapitres 163-211-287]     | | |                       |
| 59                          | Part 1 : Excuse-toi à l'autel / Part 2 : La Déesse de la sagesse / Part 3 : La Rivière au trésor                        | Part 1 : 仏間で謝れ / Part 2 : 知恵の女神 / Part 3 : 宝の川 Part 1 : Butsuma de Ayamare / Part 2 : Chie no Megami / Part 3 : Takara no Kawa                                     | 3 juin 2017           |
| [Chapitres 272-289-154]     | | |                       |
| 60                          | Part 1 : La Première Assemblée syndicale / Part 2 : L'Abominable Prédiction                                             | Part 1 : 第一回組合大会 / Part 2 : いまわしき予言 Part 1 : Daiichikai Kumiai Taikai / Part 2 : Imawashiki Yogen                                                                 | 10 juin 2017          |
| [Chapitres 151-209-210]     | | |                       |
| 61                          | Part 1 : Le Mystère du champ de fleurs / Part 2 : Je te prête mon bras droit / Part 3 : Le Noir Bulletin scolaire       | Part 1 : 花畑の謎 / Part 2 : 右腕貸します / Part 3 : 黒い通知表 Part 1 : Hanahata no Nazo / Part 2 : Migiude Kashimasu / Part 3 : Kuroi Tsūchihyō                               | 17 juin 2017          |
| [Chapitres 207-152-245]     | | |                       |
| 62                          | Part 1 : Le Spectre de la villa / Part 2 : Romance d'aubergine / Part 3 : Une pièce pour une enquête                    | Part 1 : 別荘の悪霊 / Part 2 : ナスロマン / Part 3 : ワンコイン調査 Part 1 : Bessō no Akuryō / Part 2 : Basuroman / Part 3 : Wankoin Chōsa                                      | 24 juin 2017          |
| [Chapitres 200-202-157]     | | |                       |
| 63                          | Otome la Shinigami | 死神 乙女 Shinigami otome | 1er juillet 2017      |
| [Chapitres 313-314-315]     | | |                       |
| 64                          | Mensonge et vérité | ウソと真実 Uso to shinjitsu | 8 juillet 2017        |
| [Chapitres 316-317]         | | |                       |
| 65                          | Part 1 : Kokkuri-san / Part 2 : La Tirelire maudite / Part 3 : Sanse, le mal-aimé                                       | Part 1 : こっくりさん / Part 2 : 呪金箱 / Part 3 : 嫌われた三世 Part 1 : Kokkuri-san / Part 2 : Noroi Kanebako / Part 3 : Kirawareta Sanze                                      | 15 juillet 2017       |
| [Chapitres 319-162-221]     | | |                       |
| 66                          | Part 1 : L'Envoûtement panier percé / Part 2 : La Boule de vision maudite                                               | Part 1 : 散財の呪い / Part 2 : 呪われたのぞき玉 Part 1 : Sanzai no Noroi / Part 2 : Norowareta Nozokidama                                                                       | 22 juillet 2017       |
| [Chapitres 273-229-230-231] | | |                       |
| 67                          | Part 1 : L'Homme-tête / Part 2 : Un Souhait à la lune / Part 3 : Le Premier Festival du sanma (balaou)                  | Part 1 : 首男 / Part 2 : 月に願いを / Part 3 : 第一回サンマ祭り Part 1 : Kubi Otoko / Part 2 : Tsuki ni Negai o / Part 3 : Daiichikai Sanma Matsuri                             | 29 juillet 2017       |
| [Chapitres 258-165-256]     | | |                       |
| 68                          | La Capture du démon onirique                                                                                            | 夢魔捕縛実習 Muma Hobaku Jisshū | 5 août 2017           |
| [Chapitres 216-217]         | | |                       |
| 69                          | Part 1 : Rien à l'intérieur / Part 2 : Le Mystère de la pente insurmontable / Part 3 : Les Rides du champignon des pins | Part 1 : 中身がない / Part 2 : 腰砕け坂の怪 / Part 3 : 松茸（まつたけ）の波紋 Part 1 : Nakami ga Nai / Part 2 : Koshikudake Saka no Kai / Part 3 : Matsutake no Hamon           | 12 août 2017          |
| [Chapitres 215-129-118]     | | |                       |
| 70                          | Part 1 : Les Ailes du bonheur / Part 2 : Kabakichi / Part 3 : La Plainte de la cassette                                 | Part 1 : 祝福の羽 / Part 2 : カバ吉くん / Part 3 : カセットテープの悲鳴 Part 1 : Shukufuku no Hane / Part 2 : Kabakichi-kun / Part 3 : Kasetto Tēpu no Himei                    | 19 août 2017          |
| [Chapitres 252-326-261]     | | |                       |
| 71                          | Part 1 : Le Rectangle noir / Part 2 : Le Raccourci par la ruelle                                                        | Part 1 : 四角くて黒いやつ / Part 2 : 路地の近道 Part 1 : Shikakukute Kuroi Yatsu / Part 2 : Roji no Chikamichi                                                                  | 26 août 2017          |
| [Chapitres 213-214-334-335] | | |                       |
| 72                          | Part 1 : La Bague et le sceau / Part 2 : De la nourriture sous la véranda / Part 3 : La Fête des chatons noirs          | Part 1 : 指輪と印鑑 / Part 2 : 縁側のエサ / Part 3 : 黒猫こども会 Part 1 : Yubiwa to Inkan / Part 2 : Engawa no Esa / Part 3 : Kuroneko Kodomo Kai                              | 2 septembre 2017      |
| [Chapitres 253-226-179]     | | |                       |
| 73                          | Part 1 : La Cire de la fortune / Part 2 : Maneko et Mantomi / Part 3 : Où est mon remboursement ?                       | Part 1 : 金運ワックス / Part 2 : マネ子とコト美 / Part 3 : 振り込みはまだか！ Part 1 : Kin'un Wakkusu / Part 2 : Maneko to Kotobi / Part 3 : Furikomi wa Mada ka!               | 9 septembre 2017      |
| [Chapitres 183-172-227]     | | |                       |
| 74                          | Part 1 : Capture de chien méchant / Part 2 : L'Esprit doré / Part 3 : L'Héritage maléfique                              | Part 1 : 猛犬捕獲補習 / Part 2 : 金霊（かねだま） / Part 3 : 悪霊遺産 Part 1 : Mōken Hokaku Hoshū / Part 2 : Kanedama / Part 3 : Akuryō Isan                                    | 16 septembre 2017     |
| [Chapitres 269-324-266]     | | |                       |
| 75                          | Promesse au Royaume des Enfers                                                                                          | 冥界の約束 Meikai no Yakusoku | 23 septembre 2017     |
| [Chapitres 259-260]         | | |                       |